# Nicolette Hellemans
Nicolette Hellemans, nizozemska veslačica, * 30. november 1961, Groningen.
Hellemansova je za Nizozemsko nastopila na Poletnih olimpijskih igrah 1984 v Los Angelesu, kjer je v dvojnem dvojcu s svojo starejšo sestro Greet osvojila srebrno medaljo. 
Na istih igrah je Nicolette nastopila tudi v nizozemskem osmercu, ki je osvojil bronasto medaljo. Poleg nje so v čolnu veslale še Marieke van Drogenbroek, Lynda Cornet, Harriet van Ettekoven, Greet Hellemans, Martha Laurijsen, Catharina Neelissen, Anne Quist ter Wiljon Vaandrager.